# Anne Jackson
Anne Jackson (3 de septiembre de 1925 – 12 de abril de 2016) fue una actriz estadounidense de teatro, cine y televisión. En 1956, fue nominada al premio Tony a la mejor actriz de teatro por su interpretación en Middle of the Night de Paddy Chayefsky. En 1963, ganó un premio Obie a la mejor actriz por su actuación en dos obras de teatro Off-Broadway, The Typists y The Tiger.

## Vida y carrera
Jackson nació en Millvale, Pensilvania, en 1925, hija de Stella Germaine (de soltera Murray) y John Ivan Jackson, barbero, era la menor de tres hijas, después de Catherine, ocho años mayor, y Beatrice, tres años mayor. Su año de nacimiento se había confundido durante años con 1926, el año que Jackson indicó en una entrevista en 1962. La madre de Jackson era de ascendencia católica irlandesa y su padre, cuyo nombre original era Ivan Jakšeković, había emigrado de Croacia (entonces parte de Austria-Hungría) en 1918. Su familia se trasladó a Brooklyn, Nueva York, cuando ella tenía ocho años. Estudió en el Franklin K. Lane High School. En Nueva York, Jackson se formó en el Neighborhood Playhouse y en el Actors Studio. Debutó en Broadway en 1945. En el teatro actuó en Summer and Smoke, Arms and the Man, Luv, The Waltz of the Toreadors, Mr. Peters' Connections y Lost in Yonkers.
Entre los créditos cinematográficos de Jackson figuran The Tiger Makes Out, The Secret Life of an American Wife, How to Save a Marriage and Ruin Your Life, Lovers and Other Strangers, Dirty Dingus Magee, Folks!, y El resplandor. Sus numerosas apariciones en televisión incluyen Armstrong Circle Theatre, Academy Theatre, The Philco Television Playhouse, Studio One, The Untouchables, The Defenders, múltiples apariciones, como personajes diferentes y similares, en Gunsmoke, Marcus Welby, M.D., Rhoda, The Facts of Life, Highway to Heaven, Law & Order, and ER. Narró Stellaluna en un episodio de la serie de PBS Reading Rainbow.
En marzo de 2017, el Harry Ransom Center anunció la adquisición del archivo de Anne Jackson junto con el de su marido. Se abrió a la investigación en 2018.

## Vida personal

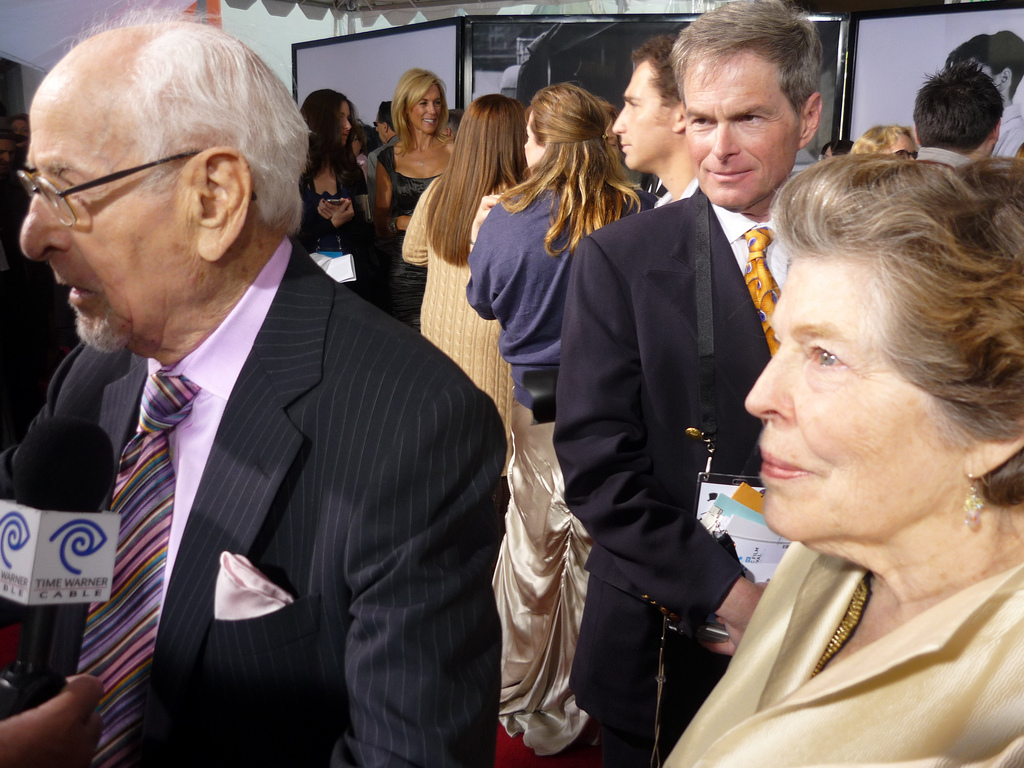
Jackson y su esposo Eli Wallach en 2010

Jackson estuvo casada con el actor Eli Wallach, con quien actuó frecuentemente, desde el 5 de marzo de 1948 hasta su muerte el 24 de junio de 2014. Tuvieron tres hijos, Peter, Katherine y Roberta. Su matrimonio con Wallach fue uno de los más duraderos y exitosos de la industria. Más tarde dio clases en el HB Studio en Manhattan y siguió actuando en papeles de cameo.

## Muerte
Jackson falleció en su casa de Manhattan el 12 de abril de 2016, a los 90 años.

## Filmografía
| Year      | Title                                     | Role                          | Notes                          |
| --------- | ----------------------------------------- | ----------------------------- | ------------------------------ |
| 1950      | So Young So Bad                           | Jackie Boone                  |                                |
| 1951      | Armstrong Circle Theatre                  | Lena                          | TV series                      |
| 1952      | Lux Video Theatre                         | Sara                          | TV series                      |
| 1952–1953 | The Doctor                                | Mary / Agatha Bunnerman       | TV series                      |
| 1953–1954 | The Philco Television Playhouse           | Daughter                      | TV series                      |
| 1955      | Studio One                                | Fredda Walters / Mattie Hobbs | TV series                      |
| 1956–1962 | General Electric Theater                  | Jenny Dutton                  | TV series                      |
| 1959      | The Journey                               | Margie Rhinelander            |                                |
| 1960      | Play of the Week                          | Eadie Horton                  | TV series                      |
| 1960      | Lullaby                                   | Eadie Horton                  |                                |
| 1960      | Tall Story                                | Myra Sullivan                 |                                |
| 1962      | The Untouchables                          | Edna Gordon                   | TV series                      |
| 1964      | Gunsmoke                                  | Phoebe Preston                | TV series                      |
| 1964      | The Defenders                             | Sally Brandt                  | TV series                      |
| 1967      | The Tiger Makes Out                       | Gloria Fiske                  |                                |
| 1967      | CBS Playhouse                             | Vivian Spears                 | TV series                      |
| 1968      | How to Save a Marriage and Ruin Your Life | Muriel Laszlo                 |                                |
| 1968      | The Secret Life of an American Wife       | Victoria Layton               |                                |
| 1970      | Zig Zag                                   | Jean Cameron                  |                                |
| 1970      | The Angel Levine                          | Customer in Delicatessen      | cameo                          |
| 1970      | Lovers and Other Strangers                | Kathy                         |                                |
| 1970      | Dirty Dingus Magee                        | Belle Nops                    |                                |
| 1971      | The Typists                               | Sylvia Payton                 |                                |
| 1972      | Gunsmoke                                  | Phoebe Preston                | TV series                      |
| 1972      | Marcus Welby, M.D.                        | Alicia Blair                  | TV series                      |
| 1973      | Sticks and Bones                          | Harriet                       |                                |
| 1974      | Orson Welles' Great Mysteries             | Vivienne Carson               | TV series                      |
| 1975      | Play for Today                            | Helene Hanff                  | TV series                      |
| 1976      | Independence                              | Abigail Adams                 |                                |
| 1977      | Nasty Habits                              | Sister Mildred                |                                |
| 1977      | Rhoda                                     | Bea                           | TV series                      |
| 1979      | The Bell Jar                              | Dr. Nolan                     |                                |
| 1979      | The Family Man                            | Maggie Madden                 |                                |
| 1980      | The Shining                               | Doctor                        | Scenes not in the European cut |
| 1980      | A Private Battle                          | Katie Ryan                    |                                |
| 1980      | Blinded by the Light                      | Frances Bowers                |                                |
| 1981      | Leave 'em Laughing                        | Shirlee                       |                                |
| 1982      | A Woman Called Golda                      | Lou Kaddar                    |                                |
| 1984      | Sam's Son                                 | Harriet Orowitz               |                                |
| 1985      | The Equalizer                             | Mrs. Henrietta Fields         | TV series                      |
| 1985      | The Facts of Life                         | Gwen                          | TV series                      |
| 1986      | Tall Tales & Legends                      | Mother Nature                 | TV series                      |
| 1987      | Out on a Limb                             | Bella Abzug                   | TV mini-series, 2 episodes     |
| 1987      | Worlds Beyond                             | Marian Burgess                | TV series                      |
| 1987      | Highway to Heaven                         | Marge Malloy                  | TV series                      |
| 1987      | Everything's Relative                     | Rae Beeby                     | TV series                      |
| 1988      | Baby M                                    | Lorraine Abraham              |                                |
| 1990      | Funny About Love                          | Adele                         |                                |
| 1992      | Folks!                                    | Mildred Aldrich               |                                |
| 1997      | Rescuers: Stories of Courage: Two Women   | Maman                         |                                |
| 1997      | Law & Order                               | Judge Jane Simons             | TV series                      |
| 1999      | Man of the Century                        | Margaret Twennies             |                                |
| 2000      | Something Sweet                           | Grandma                       |                                |
| 2002      | The Education of Max Bickford             | Pat                           | TV series                      |
| 2003      | ER                                        | Mrs. Langston                 | TV series                      |
| 2008      | Vote and Die: Liszt for President         | Partisan woman                |                                |
| 2008      | Lucky Days                                | Corkie                        | (final film role)              |